# André Ricard Sala
André Ricard Sala (Barcellona, 18 giugno 1929) è un designer e scrittore spagnolo naturalizzato francese.

## Biografia
Nel 1964 il Comitato Olimpico Internazionale gli commissionò il design per la Medaglia Pierre de Coubertin (nota anche come "Medaglia del Vero Spirito Sportivo"), un riconoscimento assegnato agli atleti che sono stati esempio di lealtà sportiva durante i Giochi olimpici. Nel 1992 progettò la torcia olimpica dei Giochi della XXV Olimpiade di Barcellona e nel 1993 il braciere olimpico del Museo olimpico di Losanna; in quest'ultimo anno la Generalitat de Catalunya gli conferì la Creu de Sant Jordi, per essersi distinto nella promozione della cultura catalana, mentre nel 1998 divenne Cavaliere dell'Ordre des arts et des lettres di Francia.
Dal 2000 Ricard Sala è anche Membro Onorario della Real Academia Catalana de Bellas Artes de San Jorge. Nel 2001 fu ideatore della premio per il campionato mondiale di hockey su ghiaccio, mentre fuori dall'ambito sportivo ebbe l'incarico di restaurare il cortile del Parlamento della Catalogna. Ricard Sala si occupò anche del design del testimone olimpico tra Londra 2012 e Rio de Janeiro 2016, un elemento che simboleggiasse il trasferimento della responsabilità olimpica dalla capitale inglese alla città brasiliana.

## Opere letterarie
- Diseño ¿por qué?, Editorial Gustavo Gili, 1982.
- Diseño y calidad de vida, Fundación BCD, 1985.
- Hablando de diseño, Hogar del libro, 1986.
- Storia del disegno industriale (Spagna), Editorial Electa Milano, 1991.
- André Ricard: diseñador, Editorial El Serbal, 1994.
- Le design au quotidien, Musée Gruérien, 1995.
- La aventura creativa, Editorial Ariel, 2000.
- Arte¿?Diseño, Editorial Gustavo Gili, 2002.
- En resumen..., Editorial Angle, 2003.
- Conversando con estudiantes de diseño, Editorial Gustavo Gili, 2008.
- Hitos del diseño, Editorial Ariel, 2009.
- Casos de diseño, Editorial Ariel, 2012.